# Хансіма (острів)

Хансіма на карті островів Ідзу.

О́стрів Хансі́ма (яп. 早島, はんしま, МФА: [hanɕima], «Швидкий острів») — безлюдний острів вулканічного походження в західній частині Тихого океану. Складова групи островів Ідзу, один з малих островів групи. Належить селу Ніїдзіма області Ніїдзіма префектури Токіо, Японія. Розташований на півдні острова Ніїдзіма. Має форму кола. Найвища точка — 90 м.